# Angelo Colombo (calciatore 1899)
Angelo Colombo (Legnano, 1899 – 1940) è stato un calciatore italiano, di ruolo difensore. Terzino sinistro, giocò con il fratello Vinicio, terzino destro, passato poi al Milan.

## Carriera
Con il Legnano disputa cinque campionati, 18 gare in Prima Categoria 1919-1920, 16 partite in Prima Categoria 1920-1921, 19 gare in Prima Divisione 1921-1922, 4 gare nel campionato di Prima Divisione 1922-1923 e 22 partite nel campionato di Prima Divisione 1923-1924.